# Alexandre II (roi d'Écosse)
Pour les articles homonymes, voir Alexandre II.
Alexandre II, né le 24 août 1198 à Haddington, mort le 8 juillet 1249 sur l'île de Kerrera dans la baie d'Oban, est roi d'Écosse de 1214 à 1249, fils de Guillaume Ier le Lion, et d'Ermengarde de Beaumont. Il succède à son père, et est couronné à l'abbaye de Scone le 5 décembre 1214.

## Prince héritier
Alexandre est le seul mâle des enfants légitimes du roi Guillaume Ier et de son épouse Ermengarde. Il est reconnu par la noblesse écossaise comme héritier du trône le 12 octobre 1201 à Musselburgh et il est mentionné dans les traités conclus en 1209 et 1212 entre son père et le roi Jean Ier d'Angleterre. Bien que les termes exacts ne soient pas connus, dans le premier traité Alexandre prête hommage à Jean pour les domaines et droits que son père tient de la couronne anglaise (non pas le Northumberland comme cela a été dit, mais Tynedale et Huntingdon). Guillaume Ier confie de plus au roi Jean le soin de marier ses deux filles aînées ; Marguerite et Isabelle, dans l'espoir qui sera d'ailleurs déçu, qu'au moins l'une devienne la belle-fille du roi. Dans le traité de 1212, Jean négocie peut-être avec la promesse d'une union entre Alexandre et sa fille aînée Jeanne (morte en 1238) qui épousera Alexandre II en 1221, avec le Northumberland comme dot.
Après avoir été armé chevalier par Jean sans Terre à Clerkenwell dans le Middlesex le 4 mars 1212, Alexandre seconde son père âgé dans le gouvernement du royaume. Il prend le commandement de la campagne de l'été 1212 dans le comté de Ross et le Moray contre Gothred MacWilliam. Pendant sa dernière maladie, Guillaume fait confirmer par les membres de sa cour, leur appui à Alexandre qui est couronné roi à Scone le 5 décembre 1214 par William Malvoisine, le jour suivant la mort de son père.

## Relations avec l'Angleterre

### Période de conflits
Les relations avec le roi Jean d'Angleterre, qui réclame la suzeraineté sur l'Écosse, sont conflictuelles car Alexandre II revendique de son côté ses droits sur le Northumberland.
Il est un des signataires de la « Magna Carta » imposée par les grands barons au roi d'Angleterre le 15 juin 1215. Après la répudiation de la charte par Jean, Alexandre II qui reproche en outre au roi de n'avoir toujours pas organisé les mariages de ses sœurs prévus par le traité de 1209, traverse la Tweed à l'automne 1215, envahit le Northumberland et assiège Norham le 19 octobre 1215. Les grands barons du nord de l'Angleterre menés par Robert de Ros et Eustace de Vescy, tous deux époux de filles illégitimes du roi Guillaume Ier, en révolte ouverte contre leur roi n'hésitent pas à rendre hommage à Alexandre II le 22 octobre 1215 à Felton près d'Alnwick. Après l'incendie de Newcastle upon Tyne en décembre, Jean Sans terre à la tête d'une armée de mercenaires mène une expédition de représailles dans le nord en janvier 1216. Il s'empare des châteaux des rebelles dont Carlisle et Richmond et oblige les barons félons du Yorkshire à se réfugier en Écosse où ils font allégeance à Alexandre II le 11 janvier 1216 à Melrose. Jean prend Berwick et ravage le Lothian. Mais la situation se retourne en février lorsque Alexandre II contre-attaque. En juillet 1216, il assiège et prend la ville de Carlisle dont le château tombe peu après. À mi septembre de la même année, Alexandre II prête hommage à Douvres, pour Huntingdon et les comtés du nord, au prince Louis de France qui tente de se faire proclamer roi d'Angleterre.
Après la mort de Jean sans Terre en octobre 1216 et la défaite des Français et des rebelles anglais à Lincoln le 20 mai 1217, le traité de Kingston le 12 septembre 1217 met fin à l'intervention française et le royaume d'Écosse est frappé d'Interdit et le roi excommunié par le légat du Pape Honorius III. Alexandre II doit restituer Carlisle le 1er décembre, se soumettre en personne  à Northampton au fils du roi défunt, Henri III d'Angleterre et lui prêter hommage pour Tynedale et Huntingdon alors qu'Henri ignore les revendications écossaises sur les comtés du nord. Au début de 1218, l'interdit sur le royaume d'Écosse est levé.

### Période de paix
La réconciliation est scellée le 19 juin 1221 et confirmée par le mariage du roi Alexandre II avec Jeanne d'Angleterre la sœur d'Henri III. Alexandre doit renoncer au comté de Northumberland, mais reçoit en échange quelques fiefs dans le Cumberland. L'union la même année de Marguerite d'Écosse avec Hubert de Burgh Justiciar et comte de Kent suivie en 1225 de celle d'Isabelle avec Roger (III) Bigod futur comte de Norfolk clos les derniers différends liés au traité de 1209. Alexandre II donne son approbation à ces mariages et impose une aide de 10 000 livres à l'Écosse pour doter les deux princesses.
Le roi d'Écosse rend une visite amicale à Henri III d'Angleterre à Worcester en juillet 1223 et à York en décembre 1229. En 1235, il donne en mariage à Gilbert le Maréchal, comte de Pembroke, sa jeune sœur Marjorie ou Marguerite qui avait été promise précédemment à Thibaut IV de Champagne en 1219, Richard de Cornouailles en 1227 et au roi Henri III lui-même en 1231. Par le traité de York signé le 22 septembre 1237, Alexandre II renonce définitivement à ses prétentions sur le Northumberland, la Cumbria et le Westmorland. En compensation, il reçoit la promesse de domaines en Angleterre.
Il reçoit de nouveau Henri III lors de son second mariage avec Marie de Coucy à Roxburgh le 15 mai 1239. Le roi d'Angleterre craignant qu'il prélude une alliance contre lui avec le roi Louis IX de France mobilise ses troupes. Alexandre II prépare également son armée mais une négociation met fin à cette tension et se termine avec le traité de Newcastle upon Tyne du 14 août 1244 qui engage le roi d'Écosse à ne pas déclarer d'hostilités contre l'Angleterre sauf de manière défensive. L'accord prévoit en outre l'union future du prince héritier Alexandre avec Marguerite, la fille aînée du roi Henri III.
La période de paix ininterrompue entre les deux royaumes s'étendra finalement de décembre 1217 à mars 1296.

## Consolidation du royaume

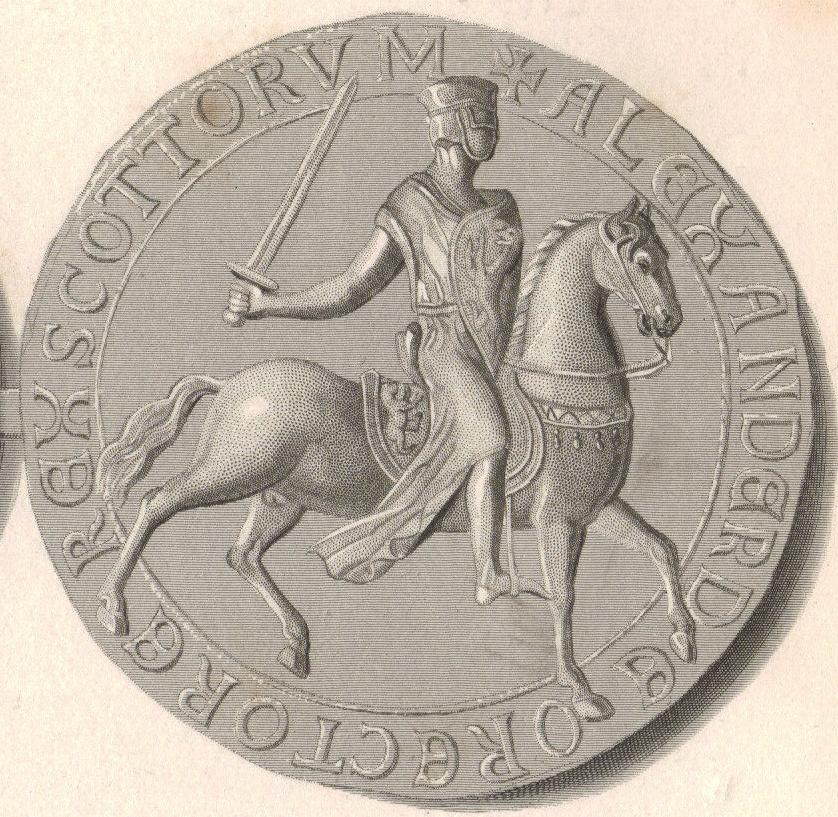
Alexandre le guerrier et chevalier : revers du Grand Sceau d'Alexandre II, avec la légende : ALEXANDER DEO RECTOR E(T) REX SCOTTORUM (Alexandre, par (la grâce de) Dieu souverain et roi des Scots).

Bien que les tensions anglo-écossaises n'aient jamais été totalement éradiquées, l'importance d'une politique de conciliation d'Alexandre II pour la consolidation du royaume ne doit pas être surestimée. Il a à la fois la volonté et la possibilité de faire progresser le pouvoir royal dans le nord et l'ouest de l'Écosse avec une pugnacité sans précédent.

### Relations avec l'Église
La Bulle pontificale « Filia specialis » délivrée par Honorius III en 1218 fait suite à celles de Célestin III et d'Innocent III du règne précédent. Elle étend sa protection sur l'« Ecclesia Scoticana »  du royaume d'Écosse qu'elle définit comme une « fille spéciale » du siège apostolique avec ses évêchés de St Andrews, Dunblane, Glasgow,  Dunkeld, Brechin, Aberdeen, Moray, Ross et Caithness.
Comme un bienfaiteur de l'église, Alexandre II assortit sa piété d'une forte volonté politique. Ses préférences religieuses le portent à la fois vers les ordres traditionnels et les ordres nouveaux. Il favorise d'abord les nouveaux évêchés inclus dans le domaine royal d'Argyll, de Caithness, de Moray, et ensuite celui de Whithorn dans le Galloway, mais impose aux titulaires des sièges un strict contrôle. Il est généreux avec les chanoines réguliers de saint Augustin de Scone, les moines bénédictins de Coldingham et l'abbaye de Dunfermline, mais aussi avec les cisterciens de l'abbaye de Coupar en Angus, de l'abbaye de Melrose et de celle de Newbattle près de Dalkeith, les moniales cisterciennes de Manuel, et les Tironiens d'Arbroath. En 1227-1229, il fonde avec sa mère, la reine Ermengarde, un monastère cistercien à Balmerino, dans le comté de Fife, la dernière des quatre filles écossaises de Melrose. Vers 1230, il crée un prieuré à Pluscarden, en Moray, pour les Valliscauliens, un nouvel ordre monastique bourguignon qui ne s'était encore jamais implanté en Grande-Bretagne, en 1230-1231, il a introduit les ordres mendiants en Écosse, les premiers Dominicains viennent peut-être de Paris, et à sa mort neuf couvents de Dominicains et au moins trois couvents Franciscains ont été mis en place, presque tous de fondations royales.

### Dans le nord
Alexandre II doit faire face aux ultimes tentatives des Meic Uilleim de Moray. En janvier-février 1215, Domnall Ban MacWilliam proclame à son tour ses prétentions à la couronne mais il est vaincu, pris et exécuté par un noble local, Farquhar Mac Taggart en Ross, le 19 juin 1215.
Au début de 1221, Alexandre II vient à Inverness mater la révolte d'un petit chef des highlands, Donald MacNeil. En 1221–1222, il conduit une grande campagne contre l'Argyll dont le résultat semble avoir été le transfert du Kintyre, et peut être du Cowal, sous son autorité directe, et la fortification de Tarbert comme place royale. Après que son principal agent dans l'extrême nord, l'évêque Adam de Caithness, a été tué en septembre 1222 du fait de son zèle à importer dans son diocèse les normes, notamment fiscales, de l'Église conformes à celles du reste de l'Europe, il met sur pied une expédition punitive à l'automne de la même année. Les meurtriers sont mutilés et il confisque temporairement une partie du territoire du comté de Jean Haraldsson, comte de Caithness accusé de ne pas avoir protégé le prélat contre ses sujets.
Il doit retourner dans le nord pour combattre une nouvelle révolte des Meic Uilleim en 1228. Il laisse le soin à William Comyn (mort en 1233), comte de Buchan, d'achever la pacification du Moray ; un nommé Gillescop est défait et tué et une petite enfant, dernière héritière des Meic Uilleim a la tête fracassée sur la croix du marché de Forfar.
Le nord est complètement discipliné et Alexandre II met une touche finale à l'établissement de l'autorité royale dans la décennie 1230 en y implantant dans les highlands la grande seigneurie de Badenoch et celle Lochaber pour Walter Comyn, en rétablissant le comté de Ross pour Farquhar Mac Taggart, en créant le comté de Sutherland pour William (I) Murray, dont le cousin Gilbert devient le nouvel évêque de Caithness, et enfin en mettant en place après le meurtre de Jean Haraldsson (mort en 1231), avec Magnus d'Angus, une nouvelle lignée, favorable à l'Écosse dans le Caithness.

### Dans l'ouest

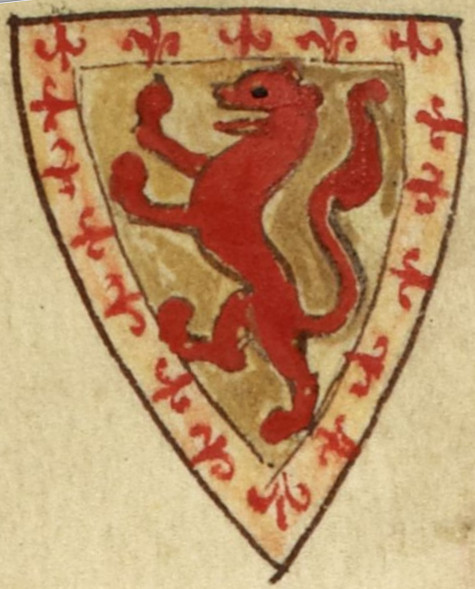
Les armes d'Alexandre II.

Dans le sud-ouest, Alexandre II impose d'une manière aussi ferme le pouvoir royal. Après la mort d'Alan de Galloway en 1234, qui laisse un fils bâtard, Thomas, et trois filles légitimes, Alexandre II décide de mettre fin aux vestiges de l'indépendance du Galloway. Ignorant les coutumes celtiques en matière de succession, il impose un partage de la province entre les trois héritières et leurs époux anglo-normands et déshérite le fils illégitime. Les Galwegiens se soulèvent en faveur de Thomas qui s'était exilé en Ulster, le roi envahit le Galloway le 15 juillet 1235 avec l'indispensable Farquhar MacTaggart, désormais comte de Ross, et met en fuite l'armée rebelle. Alexandre II laisse derrière lui Walter Comyn, comte de Menteith, comme gouverneur militaire et avant la fin de l'année, Thomas, qui était revenu avec une troupe de guerriers des Hébrides et irlandais, est capturé et interné à vie pendant que deux de ses alliés irlandais sont écartelés à Édimbourg.
Disposant désormais de la flotte de 200 navires du Galloway, Alexandre II peut intervenir sur la côte ouest de l'Écosse. Dans cette région, les puissants chefs des Hébrides, d'origine Norvégiens-Gaëls, contrôlent les îles et la terre ferme écossaise, sous la suzeraineté théorique du royaume de Norvège (qui ne redevient effective qu'avec le roi Haakon IV de Norvège). Pendant la décennie 1220, Alan de Galloway fait campagne avec l'accord d'Alexandre II contre Skye, Lewis, et l'île de Man, sans autre résultat que de provoquer la colère d'Haakon IV qui réagit. À la suite d'une attaque du royaume de Man par Alan de Galloway, le roi Olaf II de Man se réfugie auprès de son suzerain le roi de Norvège en janvier-février 1230. Il revient avec une flotte commandée par Uspak Haakon et est réinstallé comme roi au printemps de la même année. En 1230–1231, la flotte coalisée venue de Norvège des Orcades et des Hébrides attaque les possessions écossaises de l'île de Bute et du Kintyre, le royaume d'Écosse doit faire face à une situation aussi grave que lors de l'invasion du roi Jean d'Angleterre en 1216. Heureusement, le chef de l'expédition Uspak Haakon meurt de blessures reçues au combat et les Norvégiens se retirent.
Alexandre II comprend rapidement qu'il est indispensable d'incorporer la totalité des Hébrides dans son royaume, et en 1244 fait une première proposition d'acquisition des îles à Haakon IV. Le roi de Norvège la rejette et charge en 1248 Ewen MacDougall de renforcer son autorité dans les îles. Alexandre II mène une expédition d'été de grande envergure avec une flotte et une armée qui débute victorieusement en chassant Ewen de son domaine sur la terre ferme, mais sa mort soudaine au large d'Oban, met une fin prématurée à l'entreprise, reportant l'annexion définitive des îles par l'Écosse à 1266.
Alexandre II meurt, d'une fièvre, âgé de 51 ans, après 35 ans d'un règne effectif, le 8 juillet 1249, dans l'îlot de Kerrara au large d'Oban. Il est inhumé à l'abbaye de Melrose.

## Unions et postérité
Alexandre II épouse en premières noces le 18 juin 1221 à York Jeanne d'Angleterre (1210 - 4 mars 1238), fille de Jean sans Terre, roi d'Angleterre, et d'Isabelle d'Angoulême. Ce mariage est resté sans enfants.
Veuf, le roi se remarie le 15 mai 1239 à Roxburgh avec Marie de Coucy, fille d'Enguerrand III de Coucy et de Marie de Montmirail. Ils ont un fils, futur roi d'Écosse :
- Alexandre III (1241-1286).

Après son veuvage, Marie de Coucy épouse en secondes noces Jean de Brienne, grand bouteiller de France.
Le roi Alexandre II laisse par ailleurs une fille illégitime :
- Marjorie, qui épouse Alan Durward (mort en 1275), un fidèle de l'administration royale depuis 1244.